# 青森公立大学の人物一覧
青森公立大学の人物一覧（あおもりこうりつだいがくのじんぶついちらん）は、青森公立大学に関係する人物の一覧記事。

## 著名な教職員
- 藤沼司 - 経営経済学部教授

## 著名な教職員(かつて在籍していた教職員)
- 丹野大 - 経営経済学部教授
- 羽矢辰夫 - 経営経済学部教授

## 著名な卒業生
- 寺田桜子 - トリノオリンピックカーリング代表
- 室谷香菜子 - HBC北海道放送アナウンサー
- 杉浦一徳 - カプコン、モンスターハンター フロンティア オンラインのプロデューサー兼 東京制作部長
- 山田理 - IAT岩手朝日テレビ社員、元同局アナウンサー、元青森ケーブルテレビ社員
- 野宮任裕 - 作曲家、シンガーソングライター